# 멀리스 자우
멀리스 자우(Malese Jow, 1991년 1월 18일 ~ )는 중국계 미국인 배우, 싱어송라이터, 모델이다.